# Koldo Mitxelena
Koldobika «Koldo» Mitxelena Elissalt (Rentería, 20 de agosto de 1915-San Sebastián, 11 de octubre de 1987), también citado como Luis Michelena Elissalt, fue un escritor, filólogo y lingüista español. Considerado uno de los mejores conocedores de la lengua vasca, fue uno de los promotores de su estandarización.
Fue docente en la Universidad de Salamanca, en la Universidad del País Vasco y en la Universidad Sorbona de París. Miembro de la Real Academia de la Lengua Vasca, en 1984 fue galardonado con la Gran Cruz de la Orden Civil de Alfonso X el Sabio.
En política fue próximo al Partido Nacionalista Vasco. Durante la guerra civil española combatió en el Euzko Gudarostea, hecho por el que fue condenado a muerte en 1937, si bien su pena fue conmutada años más tarde.

## Biografía

### Infancia y juventud
Luis Michelena nació en 1915 en la localidad guipuzcoana de Rentería en el seno de una familia artesana de afinidades políticas nacionalistas vascas. Su padre era cestero de profesión. Su madre era hija de un tejedor francés, de San Juan de Luz, que había llegado a Rentería para trabajar en la Sociedad de Tejidos de Lino.
Durante su infancia, una penosa enfermedad le obligó a guardar cama durante bastante tiempo, lo cual le permitió pasar largas horas dedicado a la lectura, familiarizándose con el euskera culto y despertando en él una vocación que iba a durar toda la vida. A los 10 años su madre consigue una matrícula gratuita para Koldo y comienza a estudiar en el Instituto de San Sebastián, donde realizó el bachillerato elemental. Siendo muy joven, su padre sufre una hemiplejía, lo que le obliga a comenzar a trabajar en una oficina para poder generar ingresos para su familia. Sin embargo, logró terminar el bachillerato compaginando estudios y trabajo. A los 15 años entró a trabajar en una fábrica de Rentería y empezó a frecuentar el batzoki de Rentería.  
Durante sus años de juventud, la vida cotidiana de Koldo Mitxelena transcurrió entre el trabajo en la fábrica, sus estudios, la asistencia a mítines políticos y la práctica del deporte. Con 18 años se afilió al sindicato ELA y al PNV, entre cuyas filas recibió las influencias del renacer literario de Euskaltzaleak, movimiento de la juventud eusquerista dirigido por José de Ariztimuño Olaso "Aitzol". La extraordinaria generación literaria vasquista de la preguerra, bajo la influencia de Lizardi, atrajo poderosamente su atención.

### Guerra, condena a muerte y primera estancia en la cárcel  (1936-43)
El estallido de la guerra civil española en julio de 1936 sorprende a Koldo Mitxelena siendo un joven militante de base del PNV y simpatizante nacionalista vasco a punto de cumplir 21 años de edad. Tras la sublevación militar que condujo a la Guerra Civil, Koldo Mitxelena se presentó como miliciano voluntario, integrándose en uno de los batallones del Euzko Gudarostea.
Mitxelena realizó toda la campaña vasca de la guerra, desde septiembre de 1936 hasta agosto de 1937, alcanzando la graduación de teniente. Tras diversas vicisitudes bélicas, fue hecho prisionero en Santoña tras la rendición de los restos de las tropas nacionalistas vascas. Fue recluido en el penal de El Dueso, acusado de rebelión militar en un juicio sumarísimo, y condenado a muerte el 7 de septiembre de 1937. Esperando la ejecución de su condena a muerte, fue trasladado al barco prisión de Larrínaga y posteriormente en julio de 1938 al penal de Burgos. Estando en Burgos acabó la guerra con victoria del bando nacional. Unos meses más tarde, en septiembre de 1939, su pena de muerte le fue conmutada por la de 30 años de reclusión mayor.
En la cárcel de Burgos, donde había numerosos intelectuales presos, lleva a cabo una intensa actividad cultural. Según sus propias palabras «había que ocuparse en algo para que el tiempo transcurriera más fácilmente». Entre otras cosas montó un coro y volvió a empezar a estudiar. Se juntó a un equipo de estudios dedicado a las lenguas clásicas, entre los que estaban Francisco Jordá Cerdá, catedrático de latín. De esa manera comenzó Mitxelena el estudio de las lenguas clásicas.
Es precisamente en la cárcel de Burgos, merced al conocimiento y amistad con intelectuales y universitarios presos, donde Koldo Mitxelena es convencido por Francisco Jordá Cerdá, luego catedrático de Arqueología de la Universidad de Salamanca, para que inicie estudios universitarios. Los intensos avatares de su vida no se lo permitirán hasta 1948. Dos libros lo marcan profundamente en este periodo: el Manual de gramática histórica española de Ramón Menéndez Pidal y la Historia de España de Pedro Aguado Bleye. Mitxelena comenzó a desarrollar la idea de que los conceptos expuestos del castellano en el Manual de gramática histórica española se podían aplicar también de una u otra manera al euskera.
En 1941 se produjo una nueva revisión de la condena. Koldo volvió a ser juzgado y procesado, reduciéndose su condena a 14 años, 7 meses y un día, pero no llegaría a cumplir toda esa condena. Se benefició de un indulto y fue puesto en libertad vigilada el 13 de enero de 1943; su estancia en la cárcel duró 5 años, 4 meses y 5 días.

### Estancia en Madrid, labor política clandestina y segunda reclusión (1943-48)
Con 27 años y una precaria salud, vuelve Koldo Mitxelena a su Rentería natal. El empresario renteriano José Uranga le ofrece un puesto de contable en Madrid, donde ha montado una empresa. Mitxelena acepta la oferta laboral y marcha en julio de 1943 a Madrid con la intención de iniciar en paralelo sus estudios universitarios.
Mitxelena elige la carrera de Lenguas Clásicas, ya que considera que domina aceptablemente el latín. Desafortunadamente, no encuentra matrículas libres en la universidad. Estudia por libre y presenta una dispensa de escolaridad, para poder presentarse a los exámenes sin acudir a clase; pero esta dispensa no es aceptada por las autoridades universitarias y Mitxelena ve bloqueado su sueño de iniciar estudios superiores.
En ese momento Mitxelena es contactado por Joseba Rezola, dirigente nacionalista vasco que se encuentra también residiendo en Madrid. Son momentos especialmente delicados, en los que la oposición a Francisco Franco espera que el triunfo de los Aliados en la Segunda Guerra Mundial acarree la caída del dictador. Rezola convence a Mitxelena para que se una a un grupo de la resistencia clandestina del Gobierno Vasco que opera en Madrid. Su labor es la de contactar a diferentes fuerzas opositoras (CNT, republicanos, etc.) y coordinarse con ellas a fin de poder presentar, llegado el momento, una alternativa política común y consensuada al franquismo. Detenido Rezola, la responsabilidad del grupo del PNV en Madrid recae en Mitxelena. En su grupo de Madrid colabora entre otros con Sabin Barrena, Pello Irujo y Matilde Martínez de Ilarduya, quien posteriormente se convertiría en su mujer.
El 10 de abril de 1946, es detenido y acusado de realizar actividades clandestinas de la CNT y ser dirigente del Partido Nacionalista Vasco. Junto con él caen tres importantes galleguistas —Ramón Piñeiro y los hermanos Saco. Mitxelena es trasladado a la cárcel de Alcalá, donde permaneció 16 meses sin ser juzgado. El día del juicio, el fiscal pidió 30 años de cárcel para él y para los hermanos Saco, pero finalmente la sentencia condenatoria fue de dos años de prisión, de los cuales ya había cumplido dos tercios. Durante el tiempo de la condena recorrió las cárceles de  Ocaña, Yeserías (Madrid) y Talavera.
Durante su estancia en la cárcel, la Compañía Auxiliar de Edificaciones dirigida por el navarro Florián Eguinoa para la que trabajaba en 1946, antes de su ingreso en prisión,le siguió pagando su salario íntegro.
Se le concedió la libertad el 30 de enero de 1948.

### Precariedad y crecimiento intelectual
En 1948, de vuelta a Rentería, se matriculó por libre en la facultad de Filosofía y Letras de la Universidad Central de Madrid animado por su compañero de prisión Francisco Jordá. Las siguientes dos décadas fueron años de precariedad y pluriempleo, al mismo tiempo que de enorme crecimiento intelectual. Con sus abultados antecedentes penales encontrar trabajo estable le fue muy difícil, por lo que se valió de sus amistades y de sus admiradores que, anteponiendo la valía científica y humana del lingüista a los diversos credos políticos, procuraron ayudarle, destacanto entre los mismos José Arrue, Antonio Tovar, Amorós, Manuel Agud, Vallejo, etcétera). 
En 1949 se casó con Matilde Martínez de Ilarduya. Participó en la huelga de 1951. 
En 1954 fue nombrado director técnico del Seminario de Filología vasca Julio de Urquijo y miembro del consejo de la revista Egan. Posteriormente, dio clases en la Universidad de Salamanca, llamado por su amigo y estudioso de la lengua vasca, el rector Antonio Tovar, hecho que desembocó en la creación de los primeros estudios universitarios de euskera en España.

### La universidad
En 1958 ocupó la cátedra Larramendi de Lengua y Literatura Vascas en la Universidad de Salamanca, creada por el Ministerio de Educación en 1952 a petición del rector Antonio Tovar Llorente, y que fue la primera de esta lengua en una universidad española.
En 1959 logró el doctorado en Filosofía y Letras, disciplina cuyo estudio había comenzado en prisión. El destino natural de Koldo Mitxelena siempre fue la comunidad universitaria y científica internacional y para acceder a las mismas procuró conseguir la cancelación de los antecedentes penales que le impedían el acceso a ambas, objetivo para el que los amigos y científicos admiradores de Koldo Mitxelena fueron nuevamente fundamentales. La vida y la docencia en Salamanca representaron un periodo feliz para él y su familia.

### Unificación de la lengua vasca
Simultáneamente a su paso definitivo por Salamanca, la Real Academia de la Lengua Vasca le encomendó la ardua tarea de sentar los criterios de unificación del euskera, empresa que acometió en medio de fuertes controversias y polémicas. La letra "H" se convirtió en su caballo de batalla, así como el tratamiento de los diversos dialectos. Sus posiciones partieron de las razones biológicas y sociolingüísticas, edificando el euskera batúa sobre la base común de los dialectos más utilizados. En 1968 pasó a ser profesor de lingüística indoeuropea.

### Docencia parisina

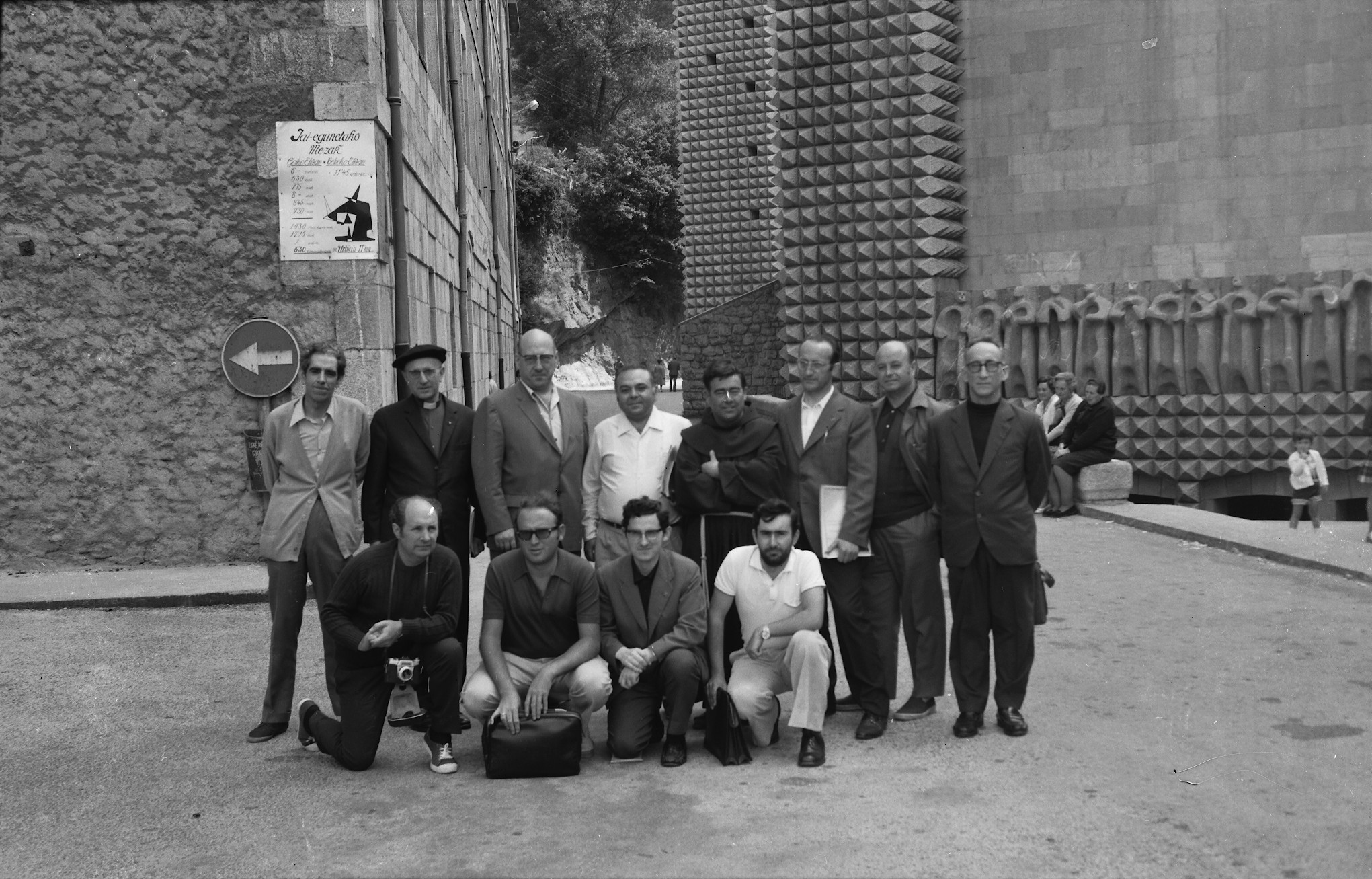
Miembros de Euskaltzaindia reunidos en el santuario de Arantzazu en 1972. Arriba de izquierda a derecha: Koldo Mitxelena, Iratzeder, Jean Haritxelhar, Alfonso Irigoien, Luis Villasante, José María Satrustegi, Patxi Altuna e Imanol Berriatua. Debajo: Juan San Martín, José Luis Lizundia, Joseba Intxausti y Xabier Kintana.

Una de las consecuencias del mayo francés fueron la descentralización y ampliación universitarias de 1969. Estos hechos permitieron que entre 1969 y hasta 1971 impartiera clases docentes de lingüística vasca comparada como professeur associé en la Universidad de la Sorbona y como chargé de cours en la École Practique des Hautes Études, resultando fundamental en este período su amistad con André Martinet. Durante estos años, Koldo Mitxelena residió en la Casa del Lingüista de París, lo que favoreció la inserción en su círculo científico y de amistades, entre otros, de Jeanne Martinet, Giovana Madonia y Nicole Moutard, así como el pleno acceso a su red de publicaciones especializadas.

### El regreso al País Vasco: nacimiento de la UPV/EHU
A mediados de la década de 1970, la transición política, así como las primeras elecciones, sorprendieron a Koldo Mitxelena en Salamanca. Ello no fue óbice para que, desde su Rentería natal, a la que regresaba siempre que podía, tomase parte en varios acontecimientos, como la creación de la Universidad del País Vasco (UPV/EHU), la normalización político-cultural del País Vasco o la docencia en esa nueva universidad. 
En 1978 se hizo cargo de la Facultad de Filología de la Universidad del País Vasco.
Durante toda su vida tomó una posición política relevante en favor del vasquismo.

## Obras[7]
- Apellidos vascos (1955)

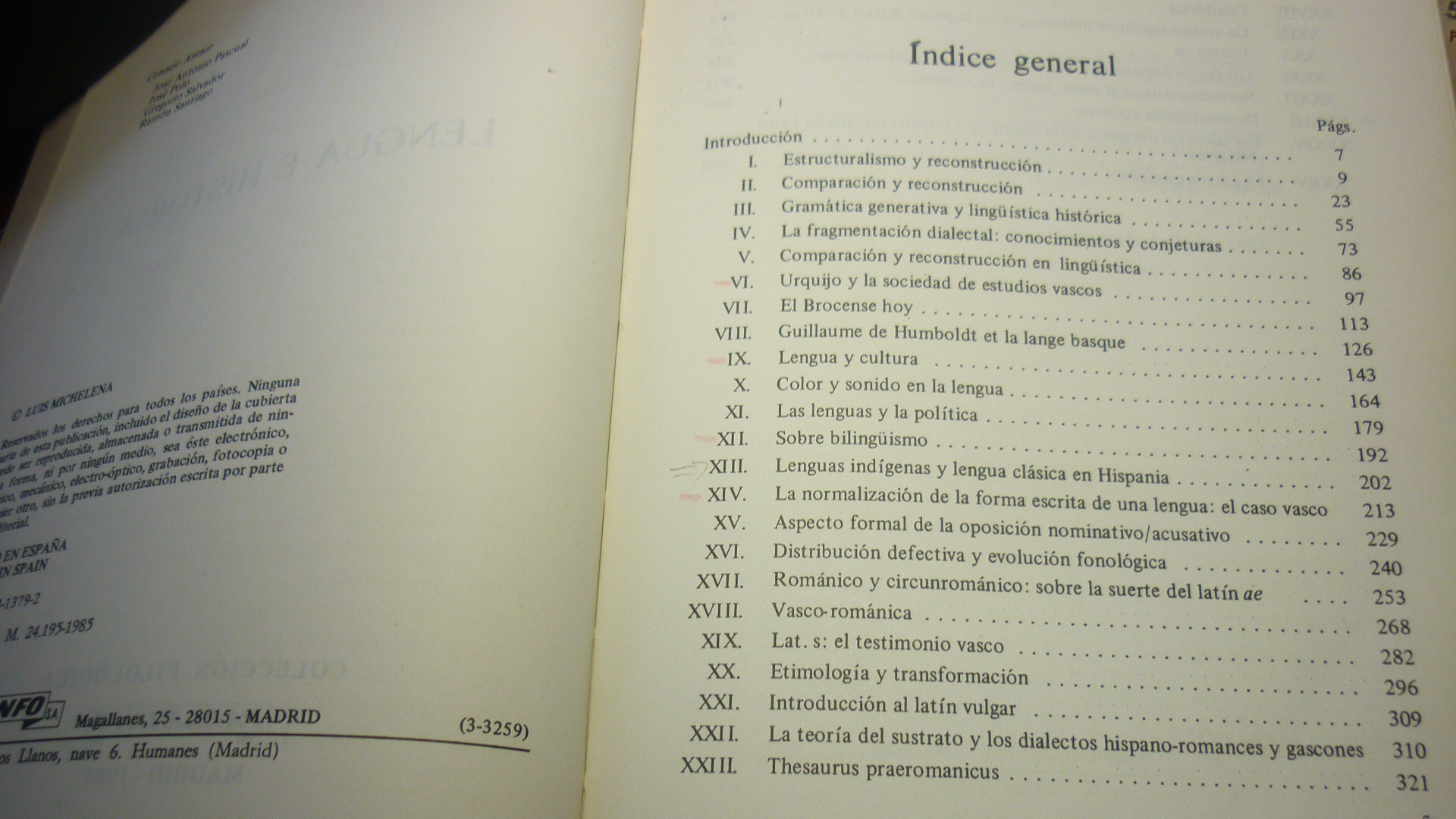
Luis Michelena - Lengua e historia. Paraninfo. Madrid. 1985. Primera pág. del índice.

- Historia de la literatura vasca (1960)
- Fonética histórica vasca (1961)
- Lenguas y protolenguas (1963)
- Textos arcaicos vascos (1964)
- Sobre el pasado de la lengua vasca (1964)
- Mitxelenaren idazlan hautatuak (1972)
- Diccionario etimológico vasco (en colaboración con Antonio Tovar y Manuel Agud)
- Apellidos vascos (1973)
- Lengua e historia (1985)

## Reconocimientos[8]
- Doctor honoris causa por la Universidad de Burdeos (1980).